# Nebrius ferrugineus
Nebrius ferrugineus är en hajart som först beskrevs av René-Primevère Lesson 1831.  Nebrius ferrugineus är ensam i släktet Nebrius som ingår i familjen Ginglymostomatidae. Inga underarter finns listade i Catalogue of Life.
Arten förekommer i Indiska oceanen och södra Stilla havet från Röda havet och Sydafrika till Oceanien och södra Japan. Den vistas när kusterna och dyker till ett djup av 70 meter. Exemplaren blir upp till 320 cm långa. Hannar blir könsmogna vid en längd av 225 till 250 cm och honor vid 230 till 290 cm. Honor lägger inga ägg utan föder levande ungar. I södra Stilla havet föds ungefär 26 ungar per kull och vid södra Japan upp till fyra ungar. De är vid födelsen 40 till 60 cm långa.
Nebrius ferrugineus fiskas som matfisk och den hamnar som bifångst i fiskenät. Enligt uppskattningar minskade hela populationen med 30 till 49 procent under de gångna 90 åren (räknad från 2020). IUCN kategoriserar arten globalt som sårbar.